# Diocesi di Tabasco
La diocesi di Tabasco (in latino Dioecesis Tabasquensis) è una sede della Chiesa cattolica in Messico suffraganea dell'arcidiocesi di Yucatán. Nel 2022 contava 1.510.115 battezzati su 2.404.641 abitanti. È retta dal vescovo Gerardo de Jesús Rojas López.

## Territorio
La diocesi comprende lo stato messicano di Tabasco.
Sede vescovile è la città di Villahermosa, dove si trova la cattedrale del Signore.
Il territorio si estende su 24.738 km² ed è suddiviso in 114 parrocchie.

## Storia
La diocesi è stata eretta il 25 maggio 1880 con la bolla Cum iuxta apostolicum di papa Leone XIII, ricavandone il territorio dalla diocesi di Yucatán (oggi arcidiocesi).
Il 24 marzo 1895 ha ceduto il territorio di Palizada a vantaggio dell'erezione della diocesi di Campeche.
Originariamente suffraganea dell'arcidiocesi di Città del Messico, il 23 giugno 1891 entrò a far parte della provincia ecclesiastica dell'arcidiocesi di Antequera. L'11 novembre 1906 è diventata suffraganea dell'arcidiocesi di Yucatán.
Il 27 ottobre 1964 ha ceduto un'altra porzione di territorio a vantaggio dell'erezione della diocesi di Tuxtla Gutiérrez (oggi arcidiocesi).

## Cronotassi dei vescovi
Si omettono i periodi di sede vacante non superiori ai 2 anni o non storicamente accertati.
- Agustín de Jesús Torres y Hernández, C.M. † (19 novembre 1881 - 30 luglio 1885 nominato vescovo di Tulancingo)
- Perfecto Amézquita y Gutiérrez, C.M. † (7 giugno 1886 - 3 dicembre 1896 nominato vescovo di Tlaxcala)
- Francisco María Campos y Ángeles † (7 marzo 1897 - 2 ottobre 1907 nominato vescovo di Chilapa)
- Leonardo Castellanos y Castellanos † (22 marzo 1908 - 19 maggio 1912 deceduto)
- Antonio Hernández y Rodríguez † (2 dicembre 1912 - 23 settembre 1922 dimesso[1])
- Pascual Díaz y Barreto, S.I. † (11 dicembre 1922 - 25 giugno 1929 nominato arcivescovo di Città del Messico)
- Vicente Camacho y Moya † (14 febbraio 1930 - 18 febbraio 1943 deceduto)
  - Sede vacante (1943-1945)
- José de Jesús Angulo del Valle y Navarro † (2 giugno 1945 - 19 settembre 1966 deceduto)
- Antonio Hernández Gallegos † (24 febbraio 1967 - 22 ottobre 1973 deceduto)
- Rafael García González † (30 maggio 1974 - 4 gennaio 1992 nominato vescovo di León)
- Florencio Olvera Ochoa † (19 ottobre 1992 - 22 febbraio 2002 nominato vescovo di Cuernavaca)
- Benjamín Castillo Plascencia (8 febbraio 2003 - 29 aprile 2010 nominato vescovo di Celaya)
- Gerardo de Jesús Rojas López, dal 7 dicembre 2010

## Statistiche
La diocesi nel 2022 su una popolazione di 2.404.641 persone contava 1.510.115 battezzati, corrispondenti al 62,8% del totale.
| anno | popolazione | popolazione | popolazione | presbiteri | presbiteri | presbiteri | presbiteri                | diaconi | religiosi | religiosi | parrocchie |
| anno | battezzati  | totale      | %           | numero     | secolari   | regolari   | battezzati per presbitero | diaconi | uomini    | donne     | parrocchie |
| ---- | ----------- | ----------- | ----------- | ---------- | ---------- | ---------- | ------------------------- | ------- | --------- | --------- | ---------- |
| 1950 | 399.000     | 400.000     | 99,8        | 10         | 5          | 5          | 39.900                    |         | 5         | 13        | 8          |
| 1965 | 550.000     | 600.000     | 91,7        | 37         | 26         | 11         | 14.864                    |         | 15        | 71        | 22         |
| 1968 | ?           | ?           | ?           | 51         | 40         | 11         | ?                         |         | 17        | 92        | 33         |
| 1976 | 925.000     | 975.000     | 94,9        | 59         | 46         | 13         | 15.677                    |         | 14        | 110       | 34         |
| 1980 | 950.000     | 1.000.000   | 95,0        | 57         | 44         | 13         | 16.666                    |         | 13        | 158       | 36         |
| 1990 | 1.672.000   | 1.948.000   | 85,8        | 76         | 63         | 13         | 22.000                    | 2       | 18        | 173       | 45         |
| 1999 | 1.500.000   | 1.800.000   | 83,3        | 92         | 79         | 13         | 16.304                    |         | 15        | 185       | 51         |
| 2000 | 1.500.000   | 1.800.000   | 83,3        | 93         | 80         | 13         | 16.129                    |         | 15        | 185       | 51         |
| 2001 | 1.056.570   | 1.748.769   | 60,4        | 110        | 95         | 15         | 9.605                     |         | 17        | 185       | 52         |
| 2003 | 910.000     | 1.507.440   | 60,4        | 114        | 99         | 15         | 7.982                     |         | 17        | 185       | 58         |
| 2004 | 1.172.469   | 1.891.829   | 62,0        | 118        | 103        | 15         | 9.936                     |         | 17        | 185       | 58         |
| 2010 | 1.482.000   | 2.023.000   | 73,3        | 150        | 125        | 25         | 9.880                     | 15      | 26        | 172       | 63         |
| 2014 | 1.562.393   | 2.403.682   | 65,0        | 170        | 142        | 28         | 9.190                     | 15      | 35        | 158       | 93         |
| 2017 | 1.707.269   | 2.626.569   | 65,0        | 196        | 158        | 38         | 8.710                     |         | 50        | 133       | 100        |
| 2020 | 1.838.540   | 2.828.527   | 65,0        | 195        | 164        | 31         | 9.428                     |         | 37        | 202       | 106        |
| 2022 | 1.510.115   | 2.404.641   | 62,8        | 188        | 164        | 24         | 8.032                     |         | 28        | 155       | 114        |